# Emmett Leith
Pour les articles homonymes, voir Leith.
Emmett Norman Leith (12 mars 1927 à Détroit, Michigan - 23 décembre 2005 à Ann Arbor, Michigan) est un physicien américain qui, avec Juris Upatnieks, est à l'origine de l'holographie.

## Biographie
Leith reçoit son B.S.en physique à la Wayne State University en 1949, et sa M.S. en physique en 1952. Il reçoit son Ph.D. en ingénierie électrique de la même université en 1978. La plupart des travaux de Leith sur l'holographie sont basés sur ses recherches sur les radars à synthèse d'ouverture, qu'il a effectués à partir de 1953 alors qu'il était membre du groupe Radar Laboratory au Willow Run Laboratory (en) de l'Université du Michigan.
Le professeur Leith et son confrère Juris Upatnieks ont affiché le premier hologramme tri-dimensionnel lors d'une conférence de l'Optical Society of America en 1964.
Leith a reçu la médaille commémorative IEEE Morris N. Liebmann en 1960. En 1979, le Président Américain Jimmy Carter a récompensé Leith avec la National Medal of Science pour l'ensemble de ses recherches.

## Sources
- (en) Emmett Leith, 78, a Pioneer in the Development of Holography, Dies
- (en) Emmett N. Leith Papers, Bentley Historical Library, University of Michigan.